# Junco ardoisé
Junco hyemalis
Espèce
Répartition géographique
- habitat permanent
- zone de nidification
- zone d'hivernage

Statut de conservation UICN

 LC  : Préoccupation mineure
Le Junco ardoisé (Junco hyemalis) est une espèce de passereaux de la famille des Passerellidae, originaire du continent nord-américain. Cette espèce présente de nombreuses sous-espèces chez qui la variabilité de coloration du plumage est remarquable.

## Morphologie

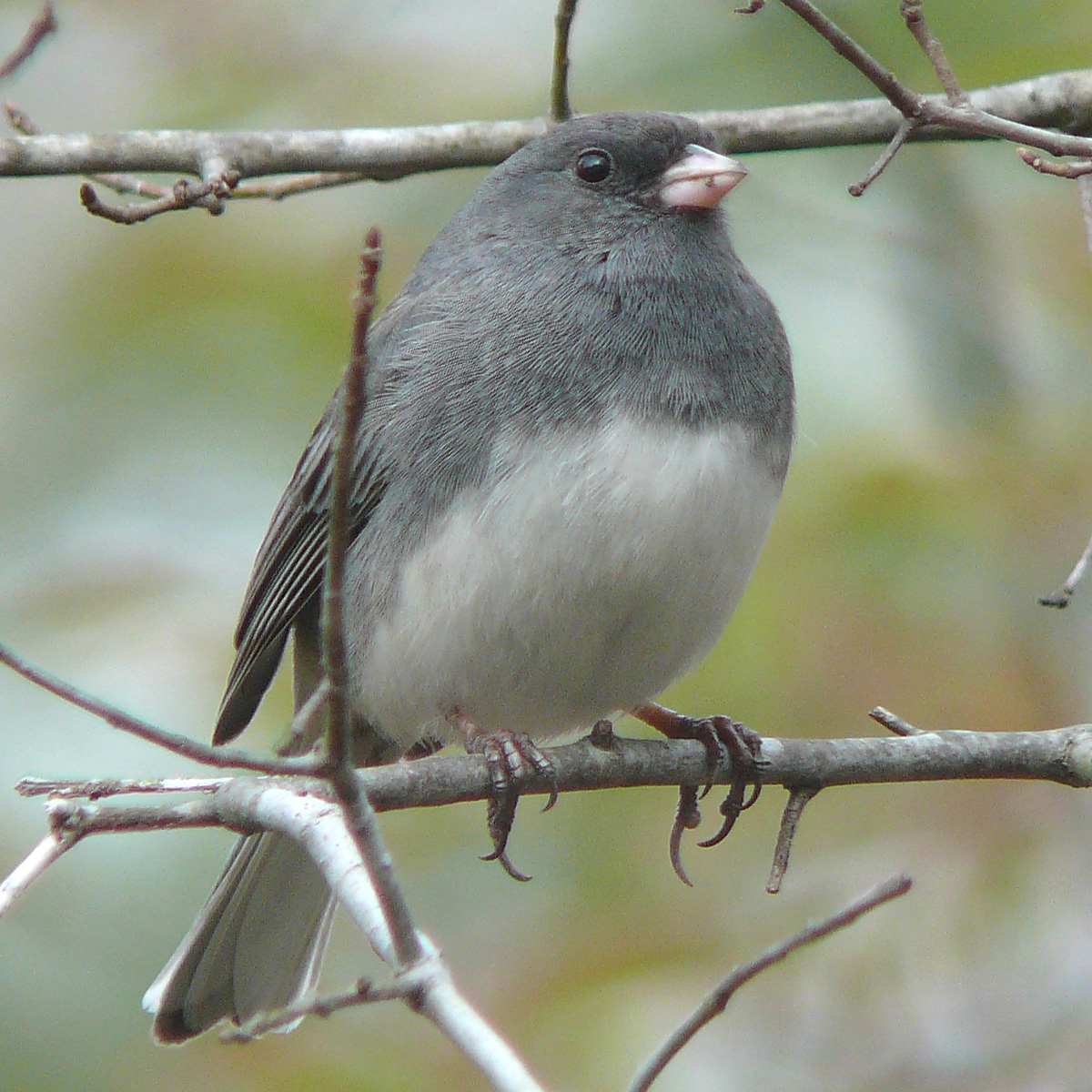
Junco ardoisé femelle.

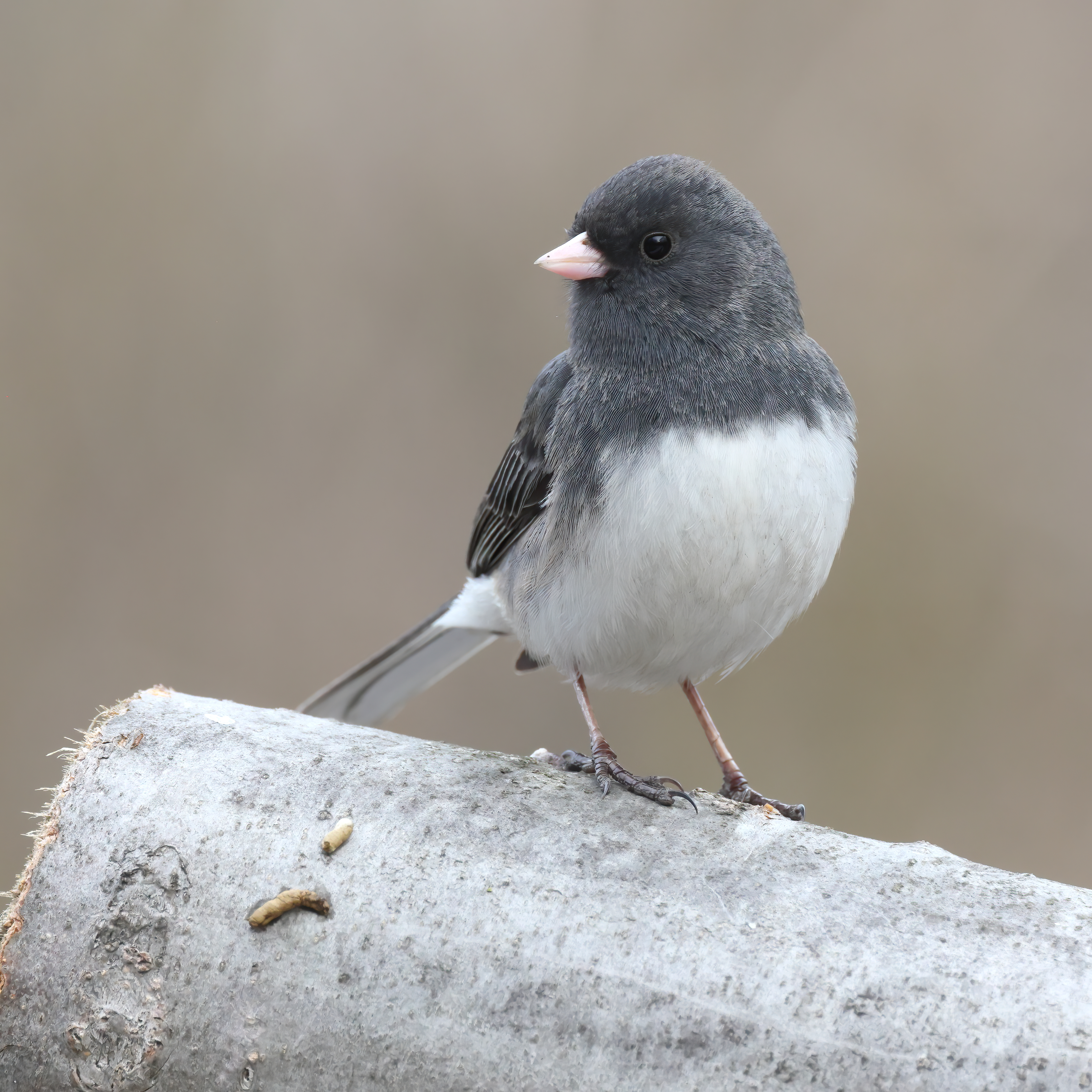
Un junco ardoisé sur le campus de l'Université Laval (Québec).

Cet oiseau de 13 à 16 cm présente de nombreuses variations de coloration selon les populations géographiques considérées. Tous les membres de cette espèce ont le dessus sombre et le ventre très clair, presque blanc. les parties supérieures sont d'un gris très foncé presque noir chez les mâles, et d'un gris plus terne chez les femelles. Le bec est clair, rosé, la queue gris sombre avec les rectrices externes blanches. Les mâles de la sous-espèce oreganus ont les flancs couverts de couleur chamoisée.

## Comportement

### Alimentation
Hors nourrissage humain, le Junco ardoisé se nourrit principalement au sol, d’insectes (notamment coléoptères, fourmis, cicadelles, chenilles) en été et de matières végétales (graines ou petits fruits, notamment graminées, amarantes, chénopodiacées) durant les autres saisons,.

### Comportement social
Cet oiseau au comportement territorial pendant la saison de nidification peut se nourrir en petits groupes en hiver. 
Les cris d'appel sont tsik ou tchet ou encore de doux trill quand l'oiseau est en vol. Le chant est constitué de trilles au son métallique émises sur le même ton.

### Voix
Brefs cris métalliques, parfois répétés

## Reproduction

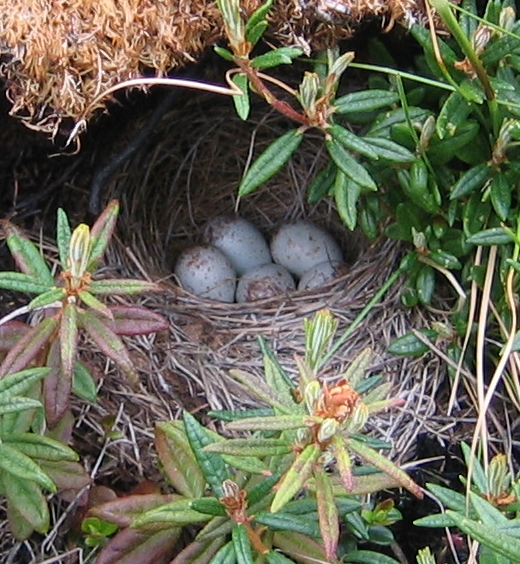
Nid de Junco ardoisé.

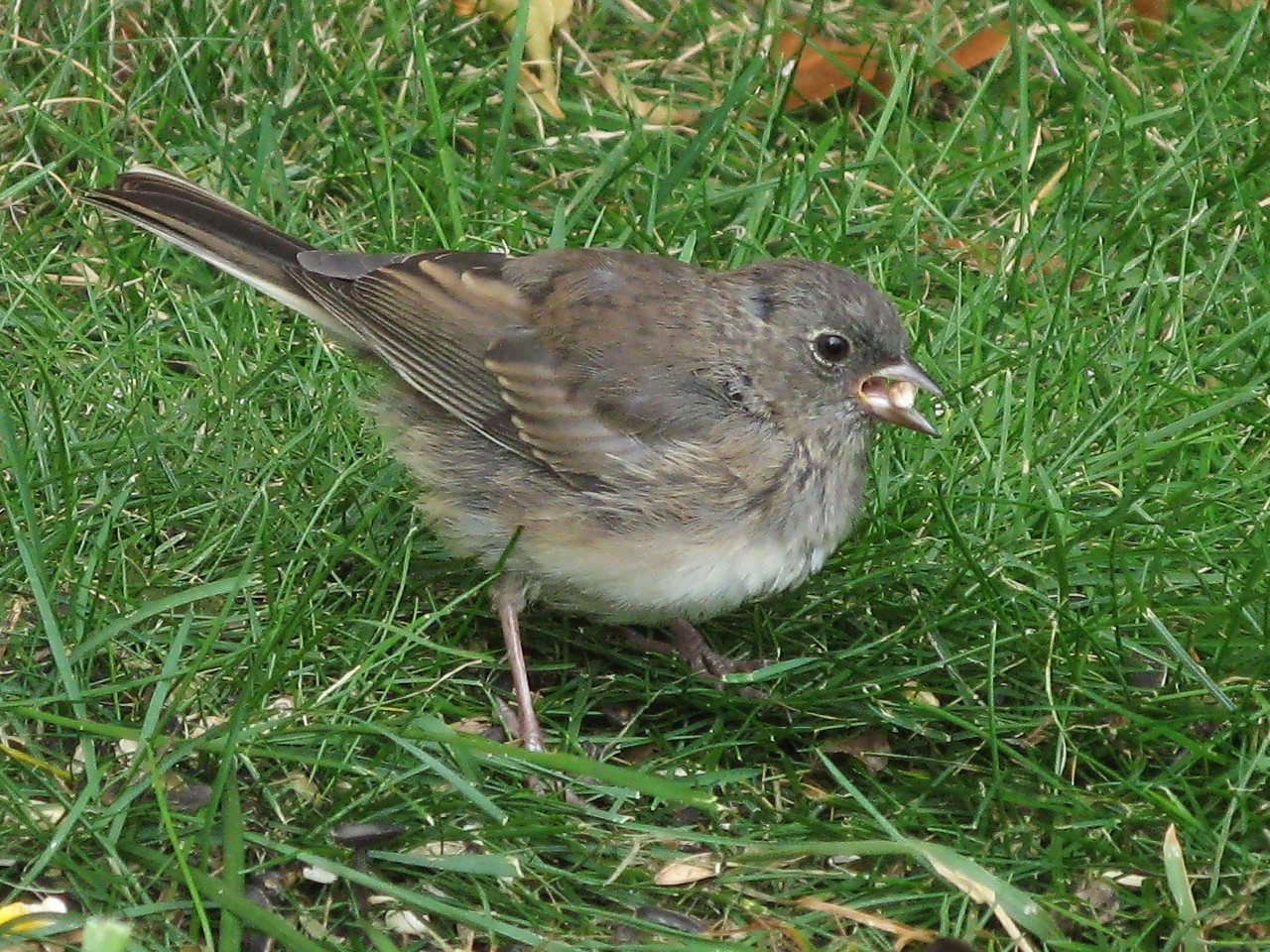
Junco ardoisé juvénile

## Répartition
Cet oiseau se trouve dans toute l'Amérique du Nord (sauf dans les zones de toundra), de l'Alaska à Terre-Neuve au nord, jusqu'au nord du Mexique au sud. Les populations du nord du Canada migrent en hiver vers les États-Unis ou le Mexique. Celles des États-Unis peuvent migrer vers le sud ou sont résidentes à l'année (voir carte de répartition).
Cette espèce est erratique dans le nord des Bahamas, à la Jamaïque, à Porto Rico et aux îles Vierges.
On le rencontre aussi sporadiquement en migration dans le nord de l'Europe.

## Habitat
Cet oiseau niche dans les forêts de conifères ou les forêts mixtes, mais il hiverne en lisière des forêts, ou dans les zones boisées plus clairsemées, ou dans les zones à forte pression humaine (champs et lisières, haies, bords de routes, parcs publics, pelouses et jardins) ainsi que dans les zones désertiques, y compris dans les plaines à Artemisia tridentata.

## Systématique

### Sous-espèces
Selon la classification de référence du Congrès ornithologique international (14.2, 2024) :

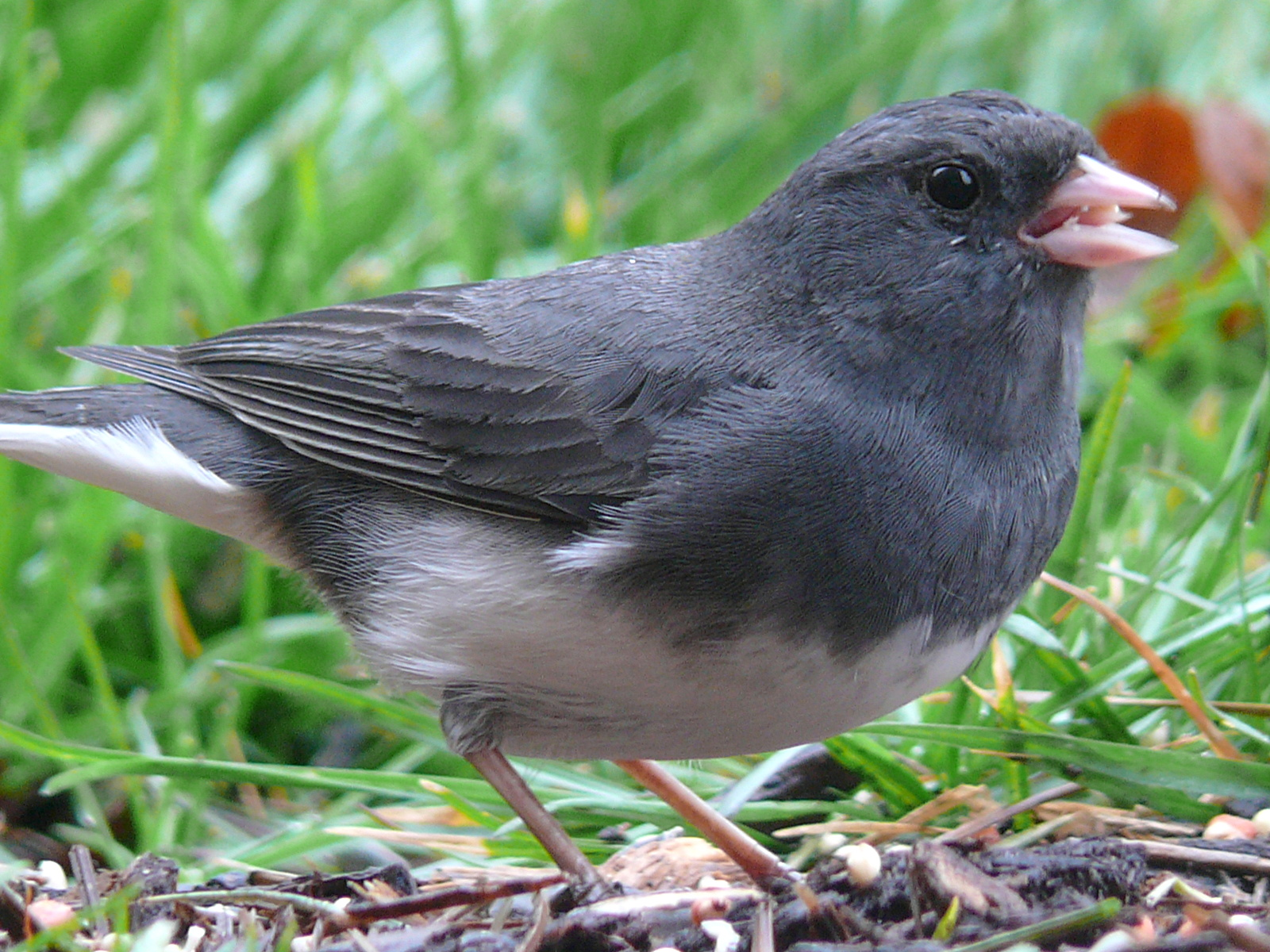
Junco hyemalis hyemalis.

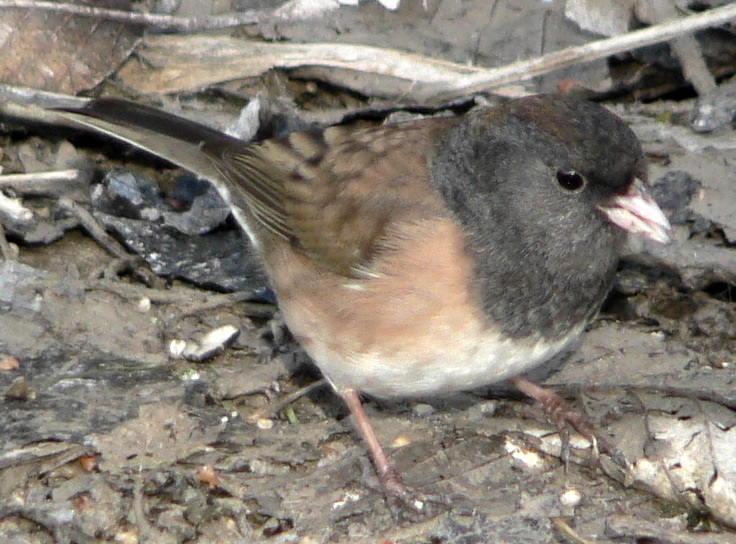
Les mâles de la sous-espèce oreganus ont les flancs chamoisés.

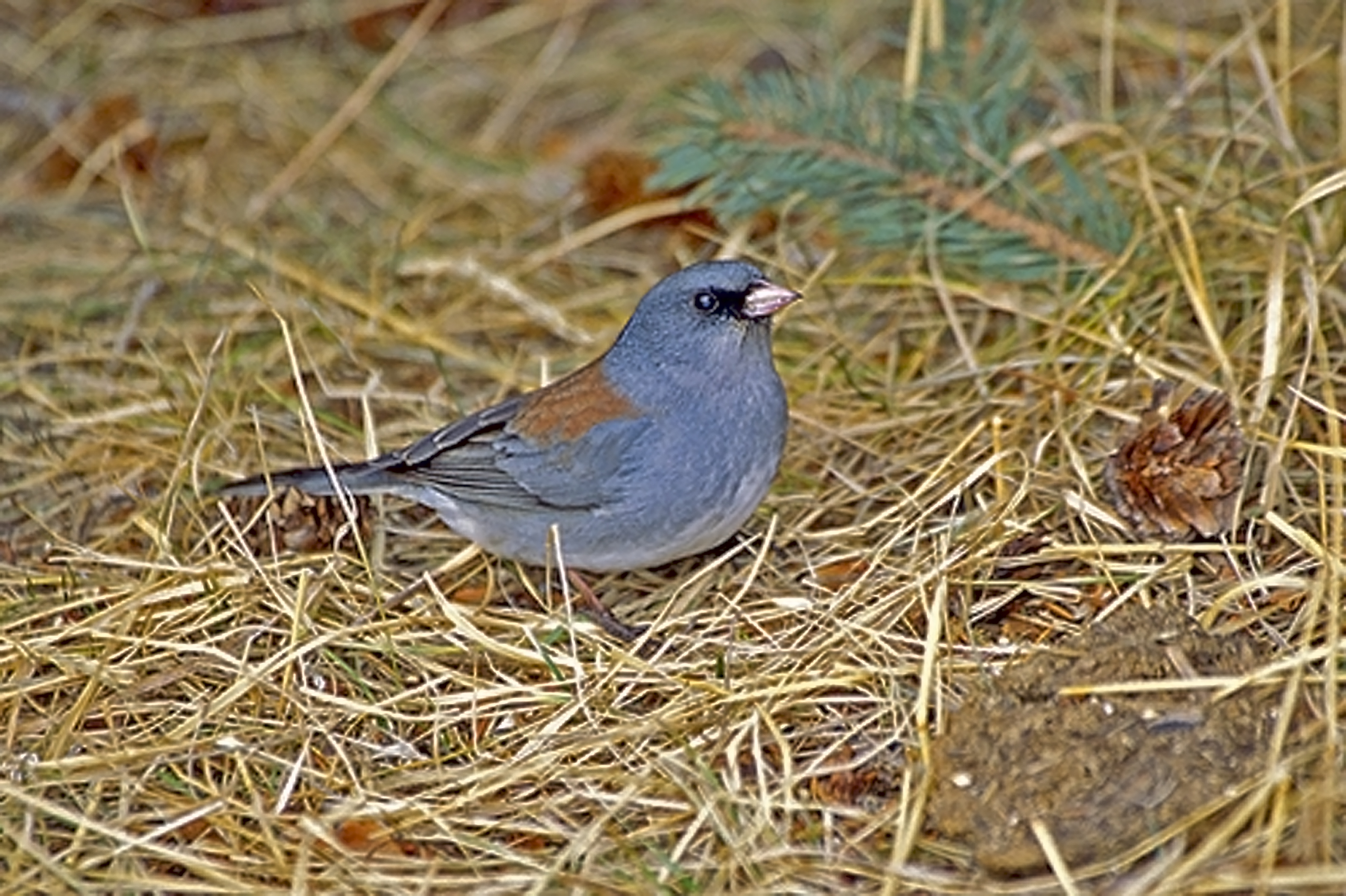
La sous-espèce caniceps a la tête plus grise que noire et une tache brun roux sur le dos.

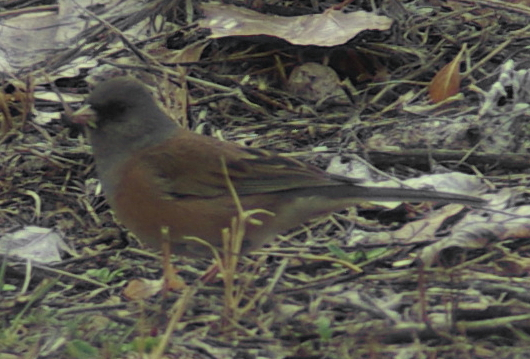
Junco hyemalis mearnsi.

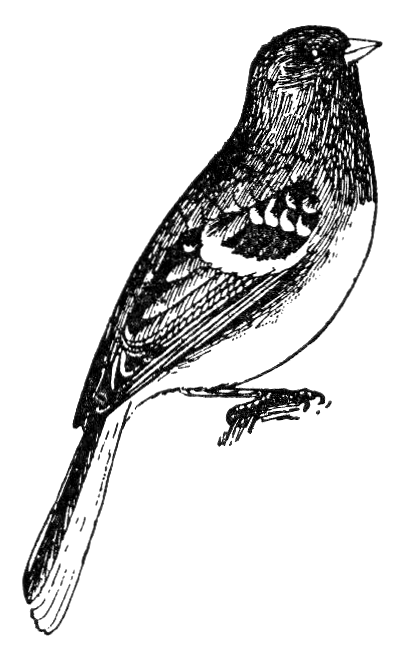
Junco hyemalis aikeni présente deux barres alaires blanches.

- Junco hyemalis aikeni Ridgway, 1873 — collines Noires ;
- Junco hyemalis hyemalis (Linné, 1758) — de l'Alaska au nord-est des État-Unis ;
- Junco hyemalis carolinensis Brewster, 1886 — des Appalaches au nord de la Géorgie ;
- Junco hyemalis cismontanus Dwight, 1918 — centre-ouest du Canada;
- Junco hyemalis oreganus (J.K. Townsend, 1837) — sud-est de l'Alaska et Colombie-Britannique ;
- Junco hyemalis shufeldti Coale, 1887 — littoral de Colombie-Britannique et nord-ouest des État-Unis ;
- Junco hyemalis montanus Ridgway, 1898 — centre-nord des Rocheuses ;
- Junco hyemalis thurberi Anthony, 1890 — sud de l'Oregon et nord de la Californie ;
- Junco hyemalis pinosus Loomis, 1893 — centre/sud de la Californie ;
- Junco hyemalis pontilis Oberholser, 1919 — sierra de Juárez ;
- Junco hyemalis townsendi Anthony, 1889 — sierra de San Pedro Mártir ;
- Junco hyemalis mutabilis van Rossem, 1931 — sud-est de la Californie et sud du Nevada ;
- Junco hyemalis mearnsi Ridgway, 1897 — du  sud-ouest du Canada au centre-nord des État-Unis ;
- Junco hyemalis caniceps (Woodhouse, 1853) — centre-ouest des État-Unis ;
- Junco hyemalis dorsalis Henry, 1858 — Arizona et Nouveau-Mexique.

Certains auteurs considèrent les sous-espèces Junco hyemalis aikeni, Junco hyemalis caniceps et Junco hyemalis oreganus comme des espèces à part entière.
Les sous-espèces Junco hyemalis annectens, Junco hyemalis connectens, Junco hyemalis eumesus et Junco hyemalis ridgwayi sont généralement considérées comme invalides. Junco hyemalis ridgwayi est considérée comme faisant partie de Junco hyemalis mearnsi, et Junco hyemalis eumesus comme faisant partie de Junco hyemalis shufeldti.

## Statut et préservation
L'IUCN a classé cette espèce en catégorie LC (préoccupation mineure).